# Yuen Wah
Dans ce nom chinois, le nom de famille, Yuen, précède le nom personnel.
 (août 2020).
Si vous disposez d'ouvrages ou d'articles de référence ou si vous connaissez des sites web de qualité traitant du thème abordé ici, merci de compléter l'article en donnant les références utiles à sa vérifiabilité et en les liant à la section « Notes et références ».
Yuen Wah (元華) est un acteur, cascadeur et chorégraphe d'action hongkongais, né à Hong Kong le 2 septembre 1952 sous le nom de Yung Kai-chi (容志). Il a participé à plus de 120 films depuis son premier, La Fureur de vaincre, en 1972.

## Biographie
Il a été formé à l'Académie d'étude du théâtre chinois de maître Yu Jim Yuen (于占元) à Hong Kong, avec notamment d'autres membres des Seven Little Fortunes tels que Jackie Chan, Sammo Hung, Yuen Biao, Yuen Qiu et Corey Yuen. C'est en l'honneur de son maître que Yuen Wah choisi son nom de scène. C'était le deuxième élève le plus âgé de l'école, après Sammo Hung. Jackie Chan déclara que Yuen Wah était très respecté par les autres élèves pour ses talents en arts martiaux.
Connu pour son agilité extrême et ses talents d'acrobates, il commença sa carrière de cascadeur au cinéma comme doublure de Bruce Lee dans les films La Fureur de vaincre et Opération Dragon (dans ce dernier film, il fut aussi tué 3 fois par Bruce Lee, en interprétant 3 personnages différents). Il fit aussi une apparition en tant qu'acteur dans La Fureur de vaincre, jouant un Japonais qui demande à Bruce Lee de ramper comme un chien et qui se fait battre pour ça. L'un de ses rôles les plus remarquables à cette période fut dans le film Dragons Forever (avec Jackie Chan, Sammo Hung et Yuen Biao).
La polyvalence de Yuen Wah et sa fine moustache le conduisirent souvent à endosser des rôles de méchant, parfois sur le ton de la comédie. Il commença à tourner de plus en plus pour le studio des Shaw Brothers. Plus tard il se tourna de plus en plus vers la comédie. Dans les années 1990, il se tourna vers la télévision et tourna dans des séries en tant que prêtre taoïste sur la chaîne TVB. Son humour gaffeur lui conférèrent une rapide popularité dans le cercle de la télévision hongkongaise, et il est aujourd'hui plus connu pour ses rôles à la télévision qu'au cinéma.
En 2005, Yuen Wah joua un rôle important dans le succès de Stephen Chow Crazy Kung Fu. Il fut honoré aux Hong Kong Film Awards (meilleur second rôle) pour cette prestation.

## Filmographie
- 1972 : La Fureur de vaincre (Jing wu men)
- 1972 : The Black Tavern
- 1973 : Fists of the Double K
- 1973 : Opération Dragon (Long zheng hu dou)
- 1973 : None but the Brave (Tie wa)
- 1973 : Acrobatique Kung Fu contre Gang Noir (Back Alley Princess, Ma lu xiao ying xiong)
- 1973 : The Black Belt (Hei dai chou)
- 1973 : Village on Fire (Shi po tian jian)
- 1973 : Mandarin Magician (Si wang tiao zhan)
- 1974 : Conman and the Kung Fu Kid (Lang bei wei jian)
- 1974 : Stoner se déchaîne à Hong Kong (Tie jin gang da po zi yang guan)
- 1974 : The Dragon Tamers (Nu zi tai quan qun ying hui)
- 1974 : Super Kung Fu Kid
- 1974 : The Tournament (1974) (Zhong tai quan tan sheng si zhan)
- 1975 : Pirates et Guerriers (Chung lieh t'u)
- 1975 : The Himalayan (Mi zong sheng shou)
- 1976 : The Web of Death (Wu du tian luo)
- 1976 : Le Sabre infernal (Tien ya, ming yueh tao)
- 1976 : Hand of Death (Shao Lin men)
- 1977 : De la neige sur les tulipes (He jing die xie)
- 1977 : Le Poignard Volant (To ching chien ko wu ching chien)
- 1977 : Death Duel (San shao ye de jian)
- 1977 : Le Complot des clans (Chu liu xiang)
- 1977 : Soul of the Sword (Sha jue)
- 1977 : Shaolin Plot (Si da men pai)
- 1978 : Heaven Sword and Dragon Sabre (Yi tian tu long ji)
- 1978 : Heaven Sword and Dragon Sabre 2 (Yi tian tu long ji da jie ju)
- 1978 : L'Île de la Bête (Bian fu chuan qi)
- 1978 : Le Jeu de la mort (Si wang you ju)
- 1978 : Clan of Amazons (Xiu hua da dao)
- 1978 : The Proud Youth
- 1979 : The Kung Fu Instructor (Gaau tau)
- 1979 : Coward Bastard (E ye)
- 1979 : The Deadly Breaking Sword (Feng liu duan jian xiao xiao dao)
- 1979 : The Scandalous Warlord (Jun fa qu shi)
- 1979 : To Kill a Mastermind
- 1980 : Rendezvous with Death (Ching tieh)
- 1980 : The Kid with a Tattoo
- 1980 : Daggers 8 (Kong shou ru bai ren)
- 1980 : Swift Sword
- 1980 : Bat Without Wings (Wu yi bian fu)
- 1981 : Return of the Sentimental Swordsman (Mo jian xia qing)
- 1981 : Notorious Eight (Chin mun baat jeung)
- 1981 : Black Lizard (Hei xi yi)
- 1981 : Duel of the Century (Liu xiao feng zhi jue zhan qian hou)
- 1981 : The Emperor and His Brother (Shu Jian en chou lu)
- 1981 : Karate Warrior (Wan jen chan)
- 1981 : Heroes Shed No Tears (Ying xiong wei lei)
- 1982 : Perils of the Sentimental Swordsman (Chu liu xiang zhi you ling shan zhuang)
- 1982 : The Spirit of the Sword (Huan hua xi jian)
- 1982 : Human Lanterns (Ren pi deng long)
- 1982 : Descendant of the Sun (Ri jie)
- 1982 : Lovers Blades (San ging daai hap)
- 1982 : Passing Flickers (San shi nian xi shuo cong tou)
- 1982 : Death Mask of the Ninja (Shaolin chuan ren)
- 1982 : My Rebellious Son (Xiao zi you zhong)
- 1983 : Men from the Gutter (An qu)
- 1983 : The Enchantress (Yao hun)
- 1984 : Lust for Love of a Chinese Courtesan (Ai nu xin zhuan)
- 1984 : The Hidden Power of Dragon Sabre (Moh din tiu lung)
- 1985 : Heart of the Dragon (Long de xin)
- 1985 : My Lucky Stars (Fuk sing go jiu)
- 1985 : Mr. Vampire (Geung si sin sang)
- 1986 : Millionaire Express (Foo gwai lit che)
- 1986 : Shanghaï Express (Dung fong tuk ying)
- 1986 : The Haunted Island (Gui meng jiao)
- 1986 : Where's Officer Tuba? (Pi li da la ba)
- 1987 : Scared Stiff (Xiao sheng meng jing hun)
- 1987 : The Final Test (Zui hou yi zhan)
- 1988 : Mr. Vampire 4 (Jiang shi shu shu)
- 1988 : On the Run (Mong ming yuen yeung)
- 1988 : Portrait of a Nymph (Hua zhong xian)
- 1988 : Dragons Forever (Fei lung maang jeung)
- 1988 : The Greatest Lover (Gong zi duo qing)
- 1988 : Dreams (Meng guo jie)
- 1989 : The Iceman Cometh (Ji dong ji xia)
- 1989 : The Master (Long xing tian xia)
- 1990 : The Dragon from Russia (Hong chang fei long)
- 1990 : Swordsman (Xiao ao jiang hu)
- 1990 : She Shoots Straight (Huang jia nu jiang)
- 1990 : Kung Fu VS Acrobatic
- 1990 : Legend of the Dragon (Long de chuan ren)
- 1990 : Bury Me High (Wei Si Li zhi ba wang xie jia)
- 1990 : Demon Intruder (Ye gui xian sheng)
- 1991 : Top Bet (Du ba)
- 1991 : Magnificent Scoundrels (Qing sheng)
- 1992 : Police Story 3 (Jing cha gu shi III: Chao ji jing cha)
- 1992 : A Kid from Tibet (Xi Zang xiao zi)
- 1992 : Super Lady Cop (Kong fung mat ling)
- 1992 : Red Shield (Lei ting sao xue)
- 1992 : Fist of Fury 1991 2 (Man hua wei long)
- 1992 : The Big Deal (Shen tou jia zu)
- 1992 : Miracle 90 Days (Te yi gong neng xing qiu ren)
- 1993 : Kick Boxer (Huang Fei-Hong zhi gui jiao qi)
- 1993 : The Black Panther Warriors (Hei bao tian xia)
- 1995 : Only Fools Fall in Love (Dai lao bai shou)
- 1995 : Tough Beauty and the Sloppy Slop (No hoi wai lung)
- 1995 : The Drug Fighters (Qi du xian feng)
- 1996 : Drunken Angels (Nam yan 40 da kung fu)
- 1996 : Night Journey
- 1997 : Hero (Ma Wing-Jing)
- 1997 : A Place of One's Own
- 1998 : Aiming High
- 1998 : Ching nung dai dei 3
- 1998 : Happy Monk (Hoi sum chook ga yun) (série télé)
- 1998 : Leopard Hunting (Lip paau hang dung)
- 1999 : Plain Love II (Cha si goo heung lung)
- 1999 : Dragon Love
- 1999 : The Kung Fu Master (Kuen king tin ha)
- 2000 : The Devil Shadow (Moh ying)
- 2000 : Honour of the Gods (Fung sun bong)
- 2000 : Plain Love III (Jau si goo heung shun)
- 2000 : The Track (Yung wong jik chin)
- 2001 : Ultimatum (Chui hau tung dip)
- 2001 : Vampire Controller (Gon shut sin sang)
- 2004 : Crazy Kung Fu (Gong fu)
- 2004 : Hidden Heroes (Zhui ji ba yue shi wu)
- 2005 : A Chinese Tall Story (Ching din dai sing)
- 2005 : Jeuk sing 2 gi ji mor tin hau
- 2005 : Dragon Squad (Maang lung)
- 2005 : Ah sou
- 2005 : Kung Fu Mahjong (Jeuk sing)
- 2006 : Dragon Tiger Gate
- 2006 : Don't Open Your Eyes (Gwai aan ying ging)
- 2006 : Da jeuk ying hung chun
- 2006 : Ye maan bei kup
- 2008 : Australia
- 2016 :  The Bodyguard (Wo de te gong ye ye)
- 2021 : Shang-Chi et la Légende des Dix Anneaux (Shang-Chi and the Legend of the Ten Rings)